# اوروم
اوروم (به آلمانی: Ohrum) یک شهر در آلمان است که در Wolfenbüttel واقع شده‌است. اوروم ۵۹۷ نفر جمعیت دارد.